# Simon VI. (Lippe)

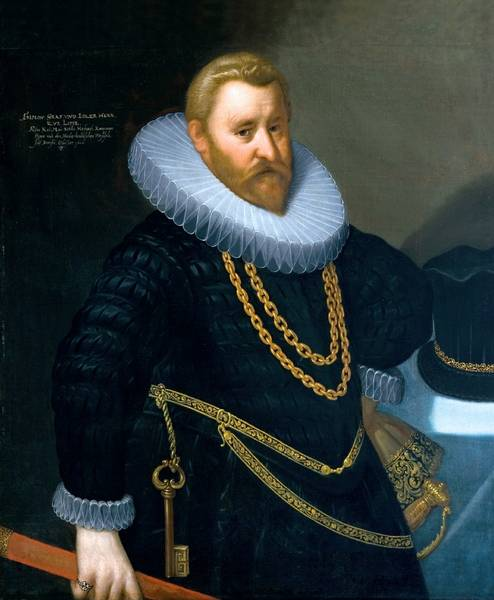
Simon VI. zur Lippe

Simon VI. zur Lippe (* 15. April 1554 in Detmold; † 7. Dezember 1613 in Brake) war Reichsgraf und Landesherr der Grafschaft Lippe.

## Leben
Simon war Sohn des Grafen Bernhard VIII. zur Lippe (1527–1563) und dessen Frau Katharina (1524–1583), Tochter des Grafen Philipp III. von Waldeck-Eisenberg und der Anna von Kleve. Simon hatte drei Schwestern: Anna (1551–1614), Magdalena (1552–1587) und Bernhardine (1563–1628).
Da Simon noch minderjährig war, als sein Vater 1563 starb, übernahm sein Oheim Hermann Simon zu Pyrmont bis 1579 die Regentschaft.
Simon war ein kluger, den neuen Wissenschaften gegenüber aufgeschlossener Renaissancefürst, der mit vielen Größen der Zeit, wie etwa mit Tycho Brahe oder Jost Bürgi, korrespondierte. Für Kaiser Rudolf II., dessen Hofrat und Kammerherr er war, übernahm er diplomatische Missionen wie die Schlichtung fürstlicher Erbstreitigkeiten. Er fungierte zudem als Vermittler und Agent vor allem von Gemälden aus den Niederlanden.
Von 1584 bis 1589 wurde die Burg Brake in Lemgo, die 1562 bis 1570 an Christoph von Donop verpfändet war, zum Schloss in den Formen der Weserrenaissance ausgebaut. Sie blieb bis zum Tode des Grafen Regierungssitz. 1600 trat der niederländische Festungsbaumeister Johan von Rijswijck in die Dienste des Grafen. Unter Simon VI. wurde die Grafschaft Lippe 1605 reformiert. Das führte zu großen Unstimmigkeiten mit der Freien und Hansestadt Lemgo, die seit 1522 lutherisch war. Lemgo widersetzte sich dem Edikt, den reformierten Glauben anzunehmen, und es kam zur „Lemgoer Revolte“. Der Glaubensstreit wurde erst 1617 mit dem Röhrentruper Rezess beendet.
Simons Bibliothek diente der höfischen Repräsentation, war aber auch die Sammlung eines Berufspolitikers und Diplomaten mit theologischen und historischen Werken sowie philosophisch-staatstheoretischer und rechtswissenschaftlicher Literatur, die später den Grundstock der Lippischen Landesbibliothek Detmold bildete, wo sie noch heute aufbewahrt wird.
Nach seinem Tod übernahm sein ältester lebender Sohn, Simon VII. zur Lippe, die Regierung des Landes und verlegte seinen Regierungssitz zurück nach Detmold, der zweitälteste Sohn Otto begründete die Linie Lippe-Brake, während der jüngste Sohn, Philipp I., die später in Bückeburg regierende Linie Schaumburg-Lippe begründete.

## Ehe und Nachkommen

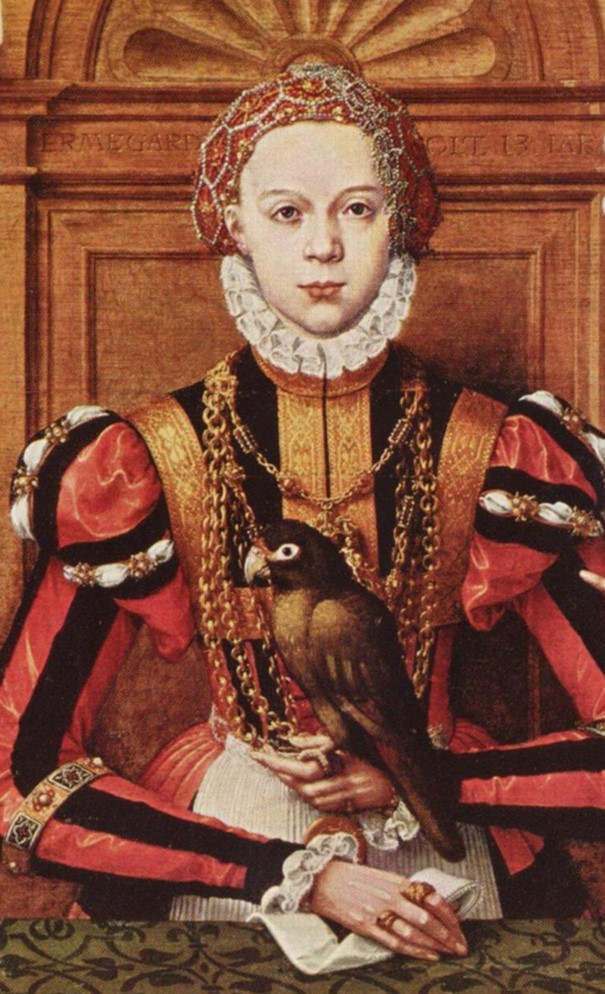
Armgard von Rietberg; Hermann tom Ring (1564)

Simon VI. war seit 1578 mit Armgard von Rietberg (* wahrscheinlich 1555/56; † 13. Juli 1584) verheiratet. Diese Ehe blieb kinderlos. 1585 ging er eine weitere Ehe mit der Gräfin Elisabeth zu Holstein-Schaumburg (* 3. August 1566; † 7. September 1638) ein, einer Tochter Ottos IV., Graf von Schaumburg und Holstein-Pinneberg, und Elisabeth Ursulas von Braunschweig-Lüneburg. Aus dieser Ehe stammten zehn Kinder:
- Bernhard (1586–1602)
- Simon VII. zur Lippe (1587–1627) ⚭ 1607 Anna Katharina von Nassau-Wiesbaden ⚭ 1623 Maria Magdalena von Waldeck-Wildungen
- Otto zur Lippe-Brake (1589–1657) ⚭ Margarete von Nassau-Dillenburg
- Hermann zur Lippe-Schwalenberg (1590–1620)
- Elisabeth (1592–1646) ⚭ 1612 Graf Georg Hermann von Holstein-Schaumburg
- Katharina (1594–1600)
- Magdalena (1595–1640)
- Ursula (1598–1638) ⚭ 1617 Graf Johann Ludwig von Nassau-Hadamar
- Sophie (1599–1653) ⚭ 1626 Fürst Ludwig von Anhalt-Köthen
- Philipp I. von Schaumburg-Lippe (1601–1681) ⚭ Sophie von Hessen-Kassel

## Münzwesen

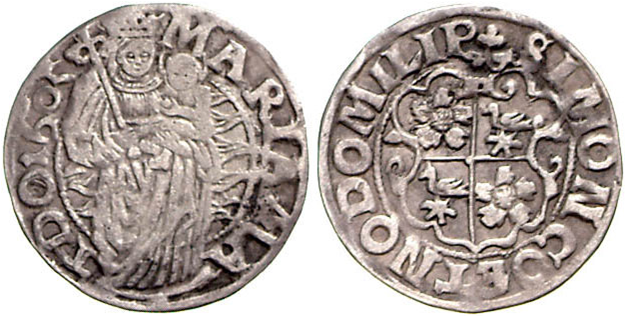
1 Mariengroschen (1605) mit Maria und dem Jesuskind auf der Vorderseite sowie dem lippischen Wappen und umlaufend „SIMON CO ET NO DOM I LIP“ auf der Rückseite

Da Lippe über keine eigenen Silberbergwerke verfügte, musste in der 50-jährigen Regierungszeit Simons das Edelmetall teuer eingekauft werden. Aufgrund der schwierigen Arbeitsverträge – die mindestens sechs Münzmeister in den Münzstätten Detmold und Blomberg hatten erhebliche Risiken zu tragen – rechnete sich nur die Prägung minderwertiger Reichs- und Mariengroschen. Daneben wurden aber auch wenige Gosler und Dreier geprägt.
| Übersicht der Prägungen     | 1595 | 1598 | 1601 | 1602 | 1604 | 1605 | 1606 | 1607 | 1608 | 1609 | 1610 | 1611 | 1612 | 1613 | o. J. |
| Doppelter Reichstaler       |      |      |      |      |      |      |      |      |      |      |      |      | S    |      |       |
| 1 Taler                     | S    |      | S    |      | S    |      |      |      |      |      |      |      | S    |      |       |
| 1/24 Taler (Reichsgroschen) | S    |      |      |      |      |      |      | S    | S    | S    | S    | S    | S    | S    | S     |
| 1/36 Taler (Mariengroschen) | S    | S    | S    |      |      | S*   | S    | S    | S    |      |      |      |      |      |       |
| 1/96 Taler (Dreier)         | S    | S    | S    | S    |      |      |      |      | S    | S    | S    |      |      |      |       |
| 1 Gosler                    |      |      |      |      |      |      |      |      |      |      |      |      |      |      | S     |
| 1 Schlüsselheller           |      |      |      |      |      |      |      |      |      |      |      |      |      |      | S     |

Erklärung: o. J. = ohne Jahreszahl, S = Silber; * = siehe Abbildung

## Erbe
Durch das von Simon VI. verfasste Testament wurden seine Söhne mit Domanialbesitz bedacht: Graf Otto erhielt die Ämter Brake und Schieder, Hermann das Amt Schwalenberg, und Philipp erhielt das Amt Alverdissen.